# Світле майбутнє (Ісландія)
Світле майбутнє (ісл. Björt framtíð) - ліберальна  політична партія Ісландії, заснована в 2012 році.
Партія була членом Альянсу лібералів і демократів Європи (АЛДЄ) партії і мала зв'язок з АЛДЄ в Європейському парламенті,, хоча вона залишила своє членство в АЛДЄ в жовтні 2019 року

## Історія
Партія була заснована 4 лютого 2012 року. До загальних виборів 2013 року в неї входили два члени парламенту, Гудмундур Штейнгрімссон (який перейшов з Прогресивної партії) і Руберт Маршалл (який перейшов з Соціал-демократичного альянсу). Гудмундур був обраний кандидатом від Прогресивної партії, але залишив партію. У 2012 році Гудмундур створив "Світле майбутнє". Партія була створена для участі у конкурсі на парламентські вибори у квітні 2013 року. Партія отримала шість мандатів, що робить її п'ятою за величиною у парламенті, але з тих пір значно знизилася на опитуваннях громадської думки. Партія втратила всі свої місця в альтингу в 2017 році.

## Ідеологія
Партія підтримує приєднання Ісландії до Європейського Союзу та прийняття валюти євро.

## Голови партії
| Голова                  | Період    |
| ----------------------- | --------- |
| Гудмундур Штейнгрімссон | 2012–2015 |
| Tarttarr Proppé         | 2015–17   |
| Бьорт Шлафсдоттір       | 2017–     |